# Haparandabanan
Haparandabanan är en järnväg mellan Boden och Haparanda. Banan fick en genomgripande upprustning åren 2004–2012. Samtidigt ändrades linjesträckningen, så att banan nu går via Kalix. Dessutom finns en bibana till pappersindustrin i Karlsborg. Haparandabanans persontrafik var helt nedlagd mellan september 1992 och mars 2021, förutom en kort period sommaren 2000, men bedrivs åter sedan den 1 april 2021.

## Standard och trafik
Kurvradierna gör det möjligt att uppnå 90 km/h på det äldsta avsnittet Boden–Morjärvs station, 140 km/h på den senare byggda sträckningen Morjärv–Kalix och 250 km/h på den nybyggda sträckan Kalix–Haparanda.
Den 1 april 2021 startade persontrafik, i Norrtågs regi.

## Anslutning till Finland
Det är den enda svenska järnvägen med anslutning till det finländska järnvägsnätet som har en annan, bredare 1524 mm spårvidd, varför normala järnvägsvagnar inte kan passera mellan näten. Sverige håller sig med normalspår och ingår i det kontinentala järnvägsnätet, medan Finland istället har en rysk spårvidd och därmed också har samtrafik med Ryssland. Gods lastas därför över till nya godsvagnar. Det finns spår med normalspår över till finska sidan (dubbla spår i varandra) till stationen i Torneå och spår med bredspår över till den svenska sidan i Haparanda.

## Historik

### 1900–1959

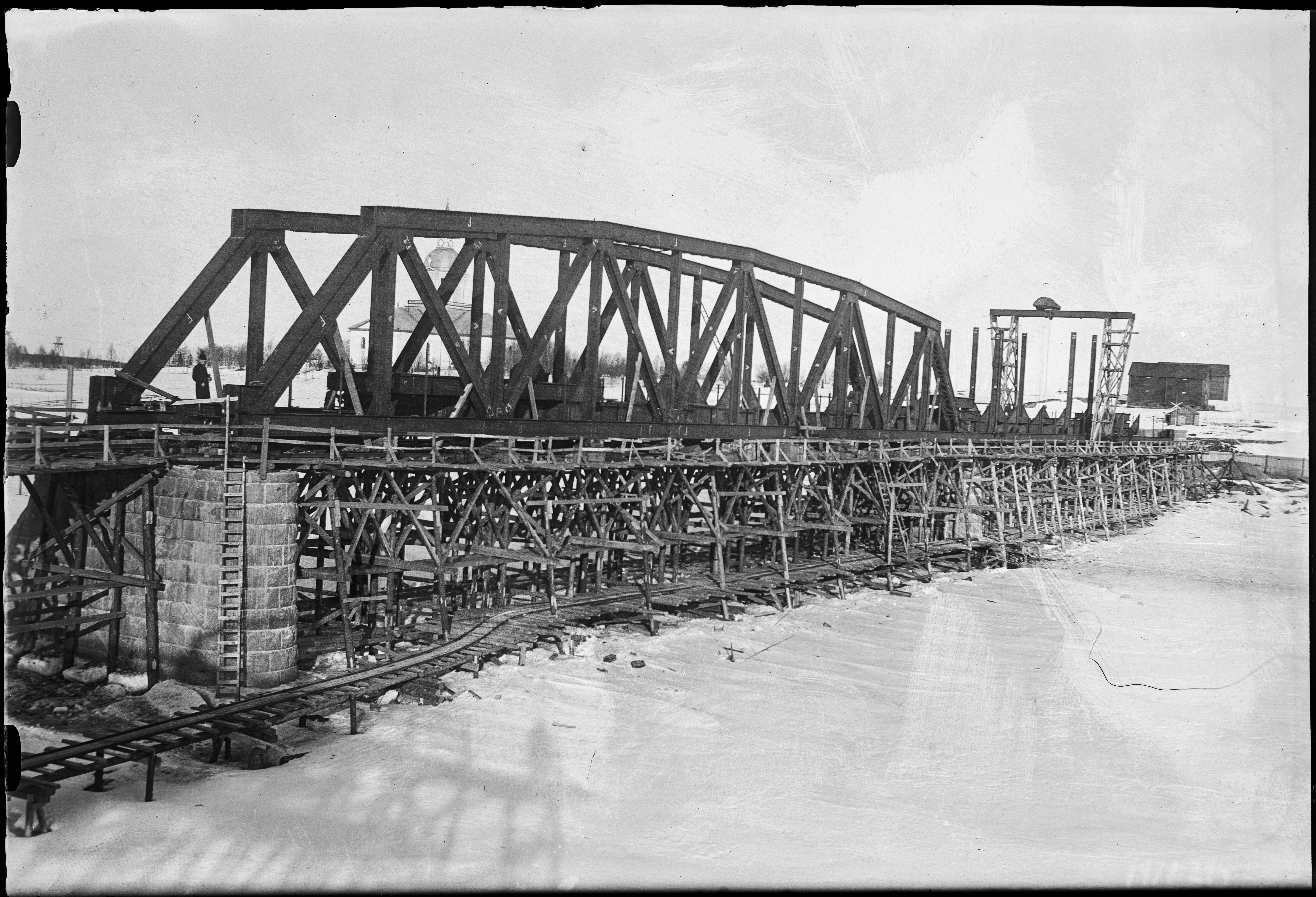
Järnvägsbron mellan Haparanda (Sverige) och Torneå (Finland) över Torne älv under byggnad. Bron var färdig 1919.

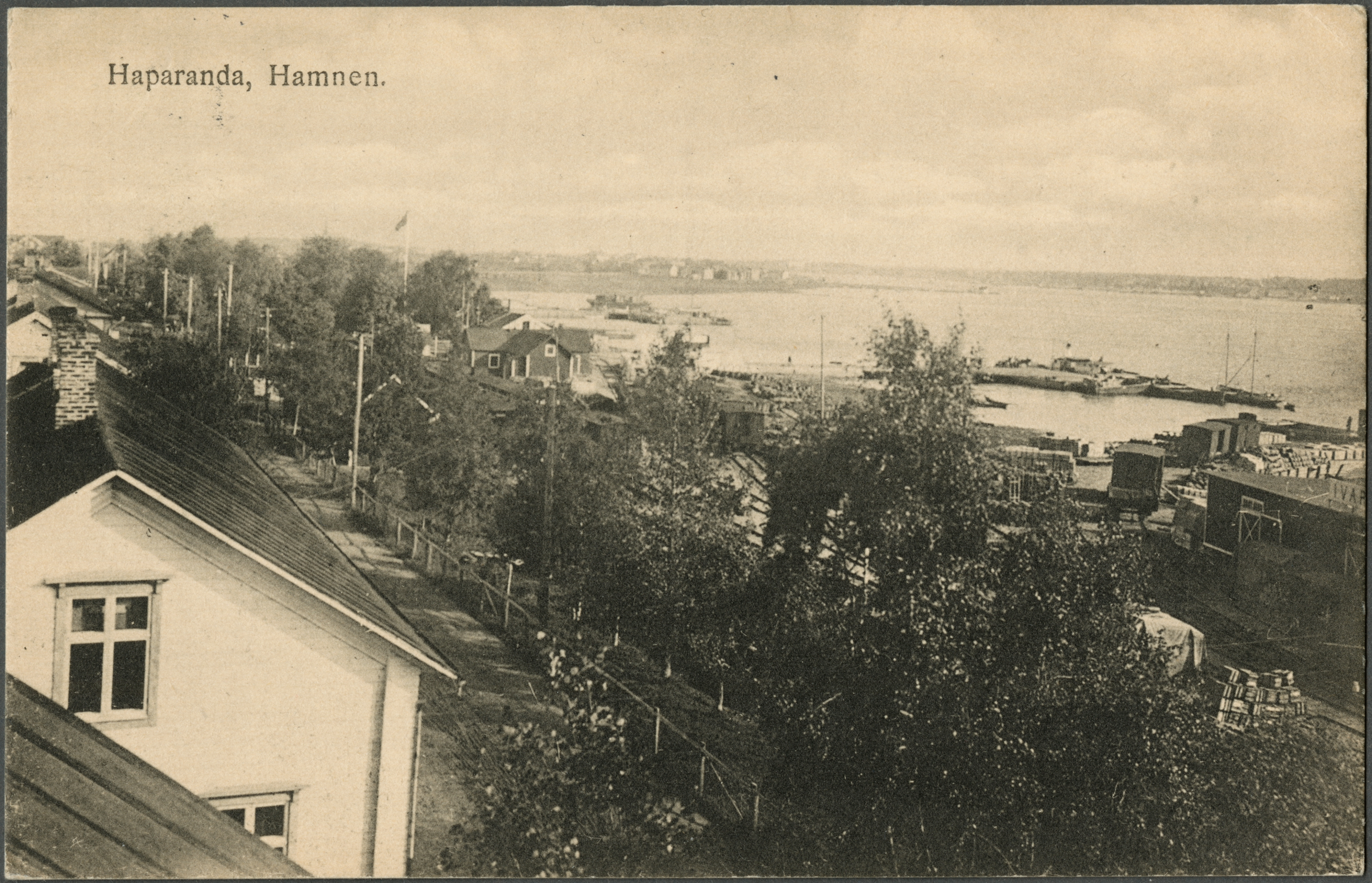
Hamnspåret till höger. Under en tid fanns det ett hamnspår som gick från stationen och ner till hamnområdet. År 1919 lades hamnspåret ner järnvägsbron var byggd, och trafiken till Tornio kunde starta.

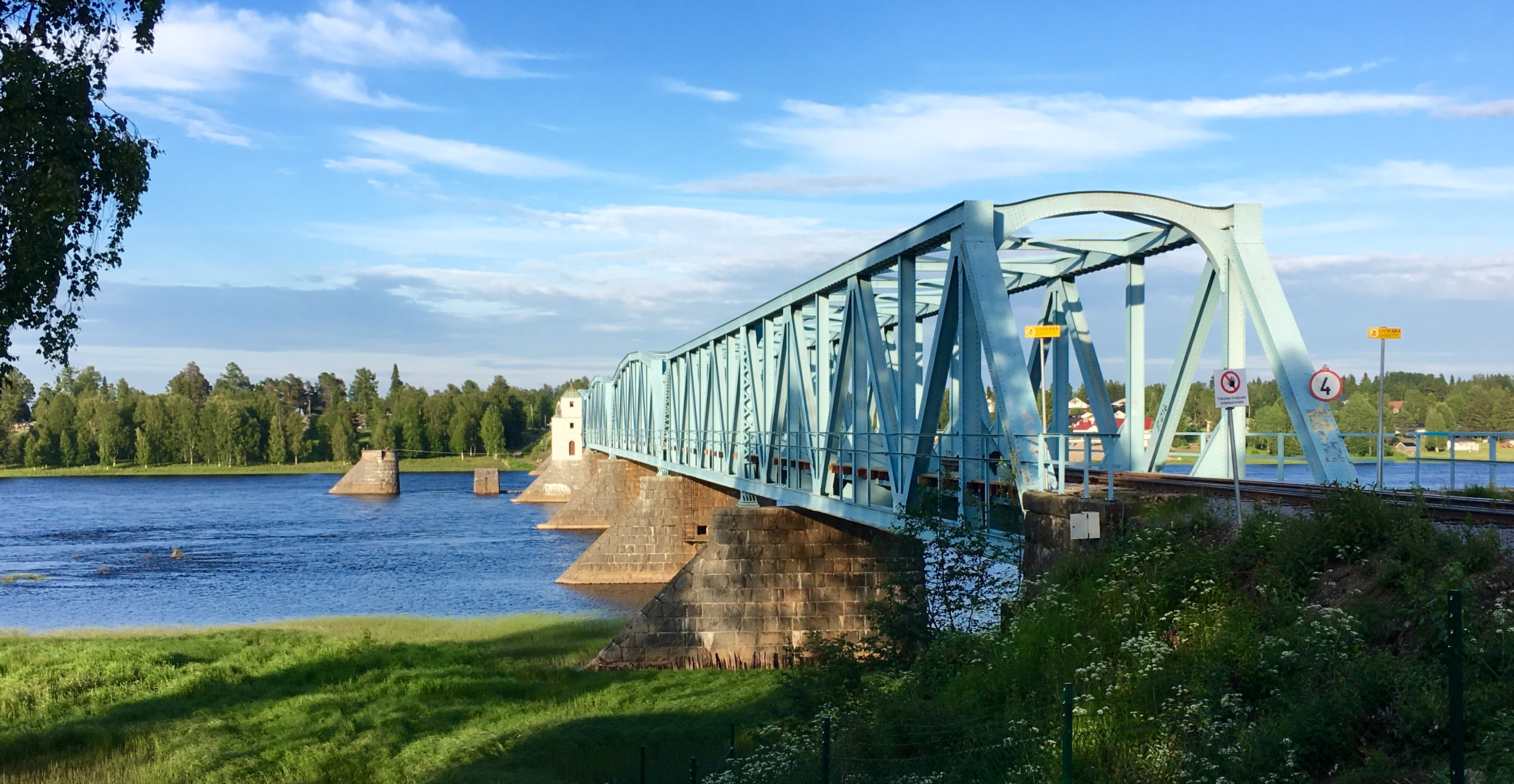
En modern bild på järnvägsbron mellan Haparanda (Sverige) och Torneå (Finland) över Torne älv.

Banan byggdes under perioden 1900–1915, Boden–Morjärv klar 1902, Morjärv–Lappträsk klar 1910 och Lappträsk–Haparanda klar 1915. Vid denna tid tillhörde Finland Ryssland. Under första världskriget blev banan den enda landförbindelsen mellan Tyskland och Ryssland. Här tog Lenin tåget 1917, för att snart därefter gripa makten i Ryssland. Den stora trafikmängden under första världskriget medförde att Haparanda station byggdes som en av Sveriges största. Här måste alla byta tåg på grund av spårviddsskillnaderna, pass och tullkontroll. Bron över gränsen byggdes 1919.
En sidobana öppnades 1914 mellan Karungi och Övertorneå. Där bedrevs trafik fram till 1984.
Nästa storhetstid för banan och Haparanda stationshus inföll med Andra världskriget. Hit anlände svenska frivilliga till Vinterkriget, medan finska krigsbarn for från andra hållet. Svensk militär upprätthöll en sträng ordning på stationsområdet. Banan var viktig för Finlands försörjning, som enda öppna järnvägsförbindelsen till ett icke-krigförande land. För Sverige var banan väl så viktig. Lastbilar kom med stora mängder gods från Petsamo, där då fanns en finsk hamn vid Barents hav, under en tid den enda importhamnen för Sverige och Finland (se Petsamotrafiken). Godset omlastades och fraktades vidare på Haparandabanan.

### 1960–2000

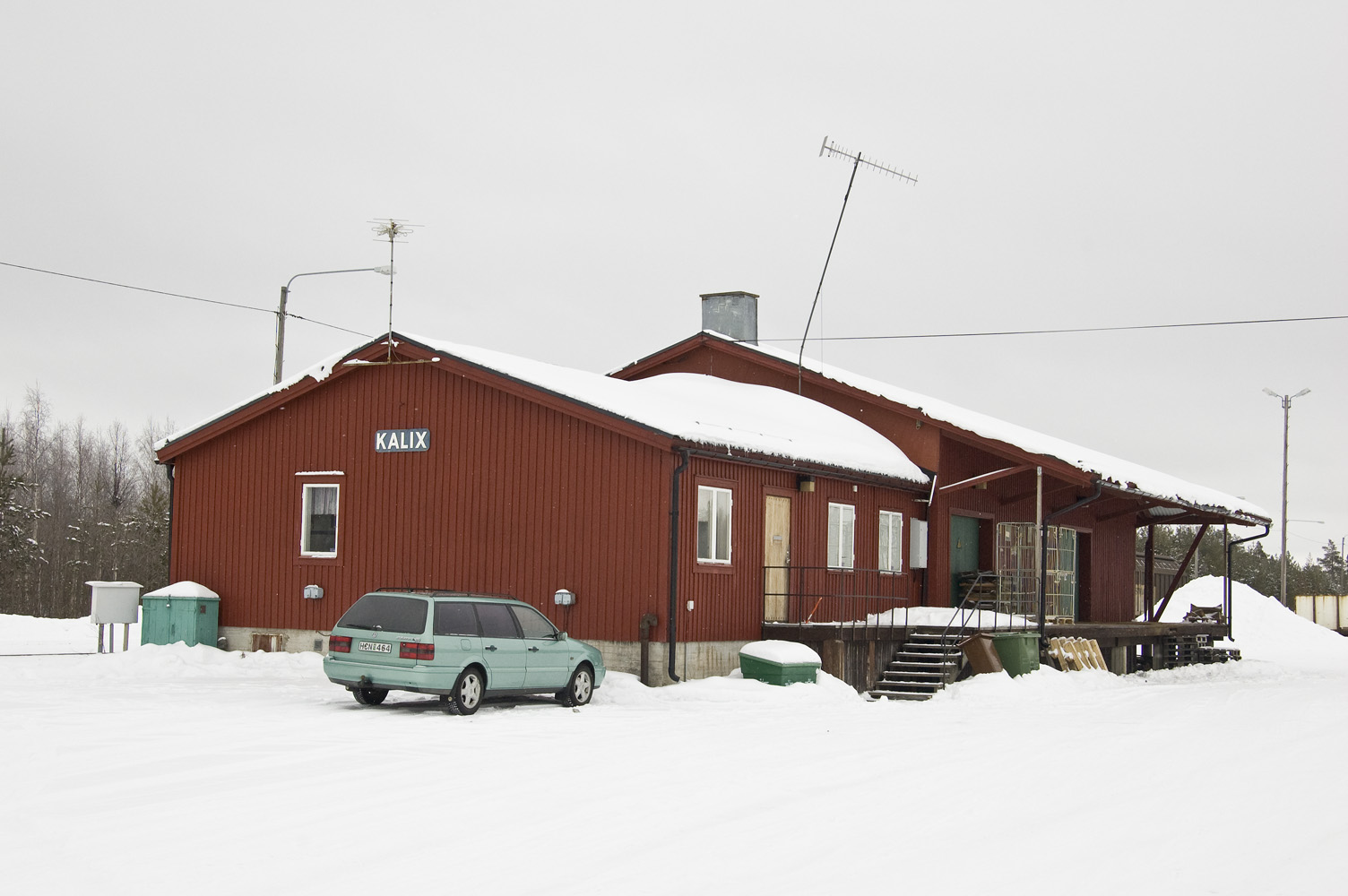
Den tidigare stationen vid godsbangården i Kalix.

I november 1961 öppnades sidobanan Morjärv–Kalix-Karlsborg (Kalixbanan) som slutade vid massa- och pappersbruket i Karlsborg utanför Kalix. Linjen hade aldrig persontrafik under den tiden utan byggdes för skogsindustrins transporter, i första hand pappersbruket.
Haparandabanans persontrafik avtog under 1970- och 1980-talet, för att helt läggas ned 1992. De sista åren trafikerades banan med motorvagnstypen Y1 i länstrafikens regi ("Tornedalskan"). Persontrafiken återupptogs kortvarigt, juli–augusti 2000, med lok och vagnar i Tågkompaniets regi. Banans allt sämre skick framtvingade sänkta hastigheter. Bussar var snabbare och godståg fick dålig lönsamhet (långa transporttider ger höga personalkostnader).

### 2004–2021
Åren 2004–2011 genomfördes upprustning och elektrifiering av sträckan Boden–Morjärv–Karlsborg. Den 19 december 2011 gick det första eldrivna godståget på denna sträcka.

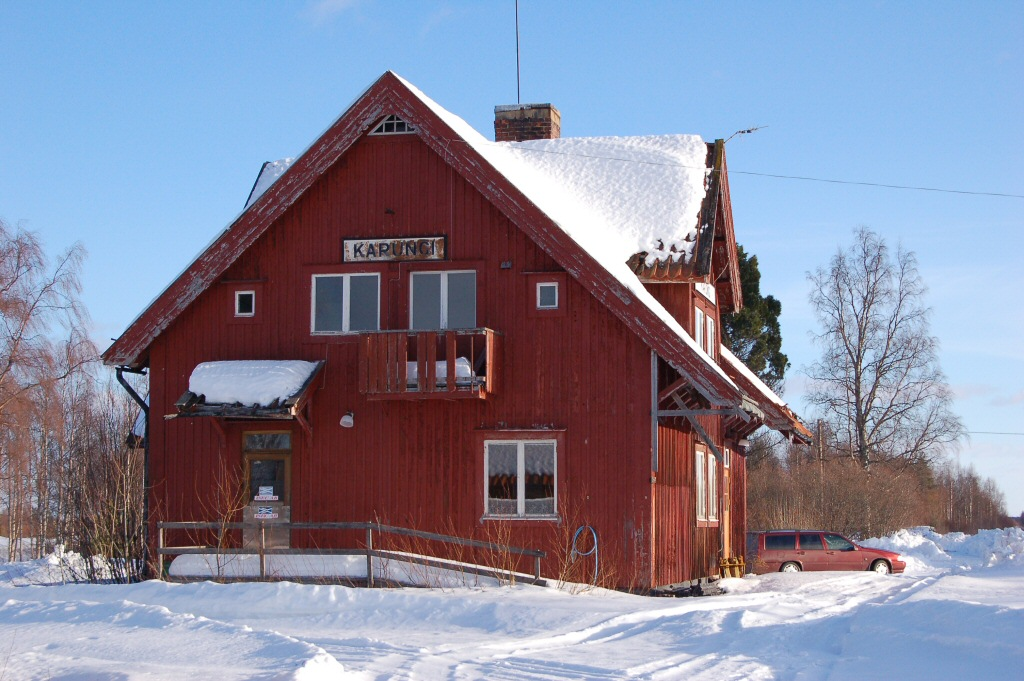
Karungi järnvägsstation på den numera nedlagda sträckan Morjärv-Karungi-Haparanda.

En ny järnväg byggdes som en fortsättning från Kalixbanan vidare förbi Sangis till Haparanda. Hela sträckan Boden–Haparanda har elektrifierats. Första spadtaget på den nya banan togs i september 2006 och var klar i slutet av 2012. Den gamla sträckan Morjärv–Karungi–Haparanda lades ned den 8 december 2012. Motiveringen till att bygga ny järnväg var att ett stort upprustningsbehov fanns på den gamla banan, till en ganska stor kostnad. Eftersom sträckan Kalix-Haparanda är mycket kortare än Morjärv-Karungi-Haparanda (och Morjärv-Kalix skulle behållas), ansågs det medräknat framtida underhållsbehov vara någorlunda likvärdigt i kostnad mellan båda alternativen, och bli snabbare restider via Kalix.
Kostnaden blev runt 3,6 miljarder kronor, varav EU bidrog med 40 miljoner.
Åren 2015–2021 gick det att trampa dressin på den gamla sträckningen av Haparandabanan, med start från Vitvattnets station. Uthyrningen lades ned 2022, därefter har det varit oklart vad som ska ske med rälsen.
Persontrafik på banan startades den 1 april 2021 i Norrtågs regi. Ett nytt resecentrum har byggts i Kalix och stationen i Haparanda har rustats upp med en ny plattform.

## Planer
Det finns intresse för ökad godstrafik längs banan, inte minst eftersom vissa svenska och finska industriföretag med tung trafik slagits samman. Exempel på sådana företag är Stora Enso (trä) och Outokumpu/Avesta (stål).
Det planeras för persontågsstopp även vid Morjärvs station. Det skulle minska den kollektiva restiden från Boden till Överkalix, Övertorneå och Pajala (byte till buss i Morjärv). Detta planeras om det kommer statligt stöd till stationsbygget.